# S/2009 S 1
S/2009 S1 è il nome provvisorio di un piccolo satellite naturale di Saturno.  Fu scoperto da Carolyn Porco del Cassini Imaging Science Team,  esaminando le immagini della Cassini il 26 luglio del 2009. Il satellite, con un diametro approssimativo di 300 metri, orbita da Saturno a una distanza media di circa 117.000 chilometri nella fascia esterna dell'Anello B.